# Vigil Spur
Der Vigil Spur (englisch für Wachesporn) ist ein Gebirgskamm im ostantarktischen Viktorialand. In den Anare Mountains flankiert er den Ebbe-Gletscher und bildet den südwestlichen Ausläufer des Mount Bolt.
Die Nordgruppe einer von 1963 bis 1964 durchgeführten Kampagne der New Zealand Geological Survey Antarctic Expedition benannten ihn so, weil sie hier wegen eines Blizzard längere Zeit ausharren musste.